# Planet Earth 2
Planet Earth 2 (originaltitel: Planet Earth II) är en naturdokumentärserie från 2016, producerad av brittiska BBC. Den är uppföljare till Planet Earth från 2006. Serien består av sex avsnitt samt ett extra avsnitt vid namn "A World of Wonder". Zoologen David Attenborough är programledare och berättarröst för serien och musiken är komponerad av bland annat Hans Zimmer.
Den första trailern släpptes 9 oktober 2016 och serien hade premiär 6 november 2016 i Storbritannien på BBC One och BBC HD. Planet Earth 2 är den första tv-serien producerad av BBC i ultra-high-definition (4K).
En medföljande inbunden bok skriven av Steven Moss med förord av David Attenborough publicerades av BBC Books. Boken släpptes 6 oktober 2016 i Storbritannien och den 15 februari 2017 i USA.